# Leonarda
A Leonarda a Leonhard (magyarul Lénárd és Leonárd) férfinév női párja.

## Gyakorisága
Az 1990-es években szórványos név, a 2000-es években nem szerepel a 100 leggyakoribb női név között.

## Névnapok
- november 6.[2]
- november 26.[2]
- november 27.[2]